# Необыкновенное путешествие Серафимы
«Необыкновенное путешествие Серафимы» — российский мультипликационный фильм, вышедший в прокат 27 августа 2015 года. Снят по мотивам одноимённой книги Тимофея Веронина.
Телевизионная премьера состоялась 7 января 2016 года на телеканале «Россия-1».

## Сюжет
Главная героиня, девочка по имени Серафима Воскресенская, видит сон про празднование Вербного Воскресенья (Входа Господня в Иерусалим) в церкви, где священником служит её отец. Сон заканчивается тем, что отца уводят чекисты, а храм, где шла служба, взрывают.
Сима просыпается в детском доме среди других таких же девочек, разных по происхождению. Отношения между девочками складываются сложно, в эти отношения активно вмешивается воспитательница, которая покровительствует одним и преследует других, в частности Серафиму. Заведующий детским домом, пришедший с войны инвалидом, пытается разобраться в отношениях детей. Время, к которому относится действие мультфильма, известно из отрывного календаря в кабинете заведующего, куда то и дело попадает главная героиня. Это время — предпасхальная неделя 1943 года.
Обнаружив, что Серафима Воскресенская верующая и носит нательный крест, воспитательница с помощью заведующего детским домом оформляет бумаги на то, чтобы отправить её в колонию. Девочка отказывается отречься от веры и в Пасху ждёт машину, которая должна забрать её из детдома. Но вместо этого приезжает её мама.

## Роли озвучивали
- Александр Михайлов — Серафим Саровский
- Виктория Дробина, Акилина Михайлова — Серафима
- Вера Васильева — тётя Лиза
- Анастасия Бартяева — Рита
- Владимир Левашёв — Иван Андреевич
- Наталья Грачёва — Ольга Семёновна
- Анна Волкова — Катя Волкова
- Анна Мещан — Ленка Шкурова
- Мария Мещан — Тараскина
- Елена Кищик — мама Серафимы
- Дмитрий Филимонов — доктор
- Диомид Виноградов — папа Серафимы
- Игорь Старосельцев — генерал, прадед тёти Лизы
- Олег Форостенко — помещик

Актёры приведены по титрам мультфильма.

## Награды, премии, фестивали
- Гран-при ХIІІ Международного фестиваля православного кино «Покров» (14 октября 2015 года)[4].
- XII Международный благотворительный кинофестиваль «Лучезарный ангел» : Анимационное кино — Специальный диплом жюри «За создание впервые на экране образа святого на примере преподобного Серафима Саровского» — «Необыкновенное путешествие Серафимы».[5]
- Номинация на премию «Золотой орёл» (2016)

## Оценка критиков
- Рецензия на фильм на портале «Профисинема» Архивная копия от 7 октября 2016 на Wayback Machine
- Рецензия Е. С. Сенявской на сайте ИА REGNUM[6]
- Рецензия Ю. Аваковой в «Российской газете»[7]

## Показы по телевидению
Мультфильм был показан 7 января 2016 года, в Рождество, по телеканалу Россия-1.